# Albert Anastasia
Albert Anastasia, eg. Umberto Anastasio, född 26 september 1902 i Tropea i Kalabrien i Italien, död 25 oktober 1957 i New York i New York, även känd som The Mad Hatter och Lord High Executioner, var en italiensk-amerikansk maffiaboss i Gambinofamiljen före Carlo Gambino. Anastasia är främst känd för att ha drivit ett kontraktmordssyndikat av media kallat Murder, Inc.
Anastasia flyttade från Italien till New York omkring 1919. Redan i tjugoårsåldern begick han sitt första mord och spärrades in på Sing-Sing. Han frigavs dock i förtid, då fyra viktiga vittnen försvann och inte återfanns.
Anastasia mördades 1957, i en barberarsalong på ett hotell, troligen på Gambinos order, av en "avrättningspatrull" under ledning av Gambino-capon Stephen Grammauta. En annan känd gangster, Joseph "Crazy Joe" Gallo, soldat i Colombo-familjen, påstås dock vid flera tillfällen ha skrutit om att det var han som dödade Anastasia.